# Altlinster
Altlinster (luxemburgiska: Allënster lyssna (fil)) är en ort i kommunen Junglinster i Luxemburg. Orten hade 127 invånare (2018). Altlinster ligger vid floden Ernz Blanche, cirka 14 km nordost om staden Luxemburg.